# تیس فن دام
تیس فن دام (هلندی: Thijs van Dam؛ زادهٔ ۵ ژانویهٔ ۱۹۹۷) بازیکن هاکی روی چمن اهل هلند است.